# Premier Division 2017 (Irlanda)
La League of Ireland Premier Division 2017 è stata la 97ª edizione della massima serie del campionato irlandese di calcio. La stagione è iniziata il 24 febbraio 2017 e si è conclusa il 27 ottobre 2017. Il Cork City ha vinto la League of Ireland per la terza volta nella sua storia.

## Stagione

### Novità
Dalla Premier Division 2016 sono stati retrocessi in First Division il Longford Town, ultimo classificato, e il Wexford Youths, sconfitto nello spareggio. Dalla First Division 2016 sono stati promossi il Limerick, primo classificato, e il Drogheda United, vincitore dello spareggio contro il Wexford Youths.

### Formula
Le 12 squadre partecipanti si affrontano tre volte nel corso della stagione, per un totale di 33 giornate. La squadra prima classificata è dichiarata campione d'Irlanda ed ammessa ai preliminari della UEFA Champions League 2018-2019. La seconda e la terza classificata vengono ammesse al primo turno preliminare della UEFA Europa League 2018-2019. Se la squadra vincitrice della FAI Cup, ammessa al primo turno preliminare della UEFA Europa League 2018-2019, si classifica al secondo o terzo posto, l'accesso al primo turno di Europa League va a scalare. Poiché la federazione irlandese ha stabilito che dalla stagione 2018 le due serie facenti parte della League of Ireland avranno 10 squadre partecipanti ciascuna, per la stagione 2017 sono state stabilite tre retrocessioni dalla Premier Division alla First Division, con conseguente abolizione degli spareggi promozione/retrocessione.

## Squadre Partecipanti
| Club            | Città                  | Stadio            | Stagione 2016                 |
| --------------- | ---------------------- | ----------------- | ----------------------------- |
| Bohemians       | Dublino (Phibsborough) | Dalymount Park    | 8º posto in Premier Division  |
| Bray Wanderers  | Bray                   | Carlisle Grounds  | 6º posto in Premier Division  |
| Cork City       | Cork                   | Turners Cross     | 2º posto in Premier Division  |
| Derry City      | Derry                  | Brandywell        | 3º posto in Premier Division  |
| Drogheda Utd    | Drogheda               | Hunky Dorys Park  | 2º posto in First Division    |
| Dundalk         | Dundalk                | Oriel Park        | Campione d'Irlanda            |
| Finn Harps      | Ballybofey             | Finn Park         | 10º posto in Premier Division |
| Galway United   | Galway                 | Eamonn Deacy Park | 9º posto in Premier Division  |
| Limerick        | Limerick               | Markets Field     | 1º posto in First Division    |
| Shamrock Rovers | Dublino (Tallaght)     | Tallaght Stadium  | 4º posto in Premier Division  |
| Sligo Rovers    | Sligo                  | Showgrounds       | 5º posto in Premier Division  |
| St Patrick's    | Dublino (Inchicore)    | Richmond Park     | 7º posto in Premier Division  |

## Classifica finale
|  | Pos. | Squadra         | Pt | G  | V  | N  | P  | GF | GS | DR  |
|  | ---- | --------------- | -- | -- | -- | -- | -- | -- | -- | --- |
|  | 1.   | Cork City       | 76 | 33 | 24 | 4  | 5  | 67 | 23 | +44 |
|  | 2.   | Dundalk         | 69 | 33 | 22 | 3  | 8  | 72 | 24 | +48 |
|  | 3.   | Shamrock Rovers | 54 | 33 | 17 | 3  | 13 | 49 | 41 | +8  |
|  | 4.   | Derry City      | 51 | 33 | 14 | 9  | 10 | 49 | 40 | +9  |
|  | 5.   | Bohemians       | 47 | 33 | 14 | 5  | 14 | 36 | 40 | -4  |
|  | 6.   | Bray Wanderers  | 46 | 33 | 13 | 7  | 13 | 55 | 52 | +3  |
|  | 7.   | Limerick        | 40 | 33 | 10 | 10 | 13 | 41 | 51 | -10 |
|  | 8.   | St Patrick's    | 39 | 33 | 9  | 12 | 12 | 45 | 52 | -7  |
|  | 9.   | Sligo Rovers    | 39 | 33 | 8  | 15 | 10 | 33 | 44 | -11 |
|  | 10.  | Galway United   | 35 | 33 | 7  | 14 | 12 | 45 | 50 | -5  |
|  | 11.  | Finn Harps      | 30 | 33 | 9  | 3  | 21 | 35 | 67 | -32 |
|  | 12.  | Drogheda Utd    | 22 | 33 | 5  | 7  | 21 | 22 | 65 | -43 |

Legenda:
      Campione d'Irlanda e ammessa alla UEFA Champions League 2018-2019
      Ammesse alla UEFA Europa League 2018-2019
      Retrocessa in First Division 2018
Note:
Tre punti a vittoria, uno a pareggio, zero a sconfitta.
La classifica viene stilata secondo i seguenti criteri:
- Punti conquistati
- Differenza reti generale
- Reti totali realizzate

## Risultati

### Partite (1-22)
|                       | Boh  | Bra  | Cor  | Der  | Dro  | Dun  | Fin  | Gal  | Lim  | Sha  | Sli  | StP  |
| --------------------- | ---- | ---- | ---- | ---- | ---- | ---- | ---- | ---- | ---- | ---- | ---- | ---- |
| Bohemians             | –––– | 3-2  | 0-2  | 1-4  | 0-0  | 0-1  | 2-0  | 1-1  | 1-2  | 0-2  | 2-0  | 0-4  |
| Bray Wanderers        | 1-2  | –––– | 0-2  | 3-2  | 2-1  | 0-3  | 5-3  | 1-0  | 0-1  | 4-2  | 2-2  | 1-1  |
| Cork City             | 0-1  | 2-1  | –––– | 3-0  | 5-0  | 2-1  | 5-0  | 4-0  | 4-1  | 4-1  | 2-1  | 1-0  |
| Derry City            | 2-0  | 2-3  | 1-2  | –––– | 4-0  | 3-1  | 0-2  | 2-1  | 1-1  | 3-1  | 4-0  | 2-2  |
| Drogheda United       | 0-1  | 0-0  | 1-4  | 0-0  | –––– | 0-6  | 0-2  | 2-2  | 0-2  | 2-1  | 1-1  | 2-0  |
| Dundalk               | 2-0  | 1-3  | 0-3  | 0-0  | 3-1  | –––– | 4-0  | 2-0  | 1-0  | 2-1  | 4-0  | 3-0  |
| Finn Harps            | 2-1  | 0-3  | 0-1  | 0-2  | 0-2  | 0-2  | –––– | 1-1  | 3-2  | 0-1  | 2-1  | 3-1  |
| Galway United         | 1-2  | 1-2  | 1-1  | 0-0  | 0-1  | 2-1  | 2-1  | –––– | 3-1  | 1-2  | 1-1  | 1-1  |
| Limerick              | 0-1  | 5-3  | 0-3  | 1-1  | 3-0  | 0-3  | 1-1  | 1-1  | –––– | 0-2  | 5-1  | 2-2  |
| Shamrock Rovers       | 2-1  | 2-0  | 1-2  | 0-1  | 4-1  | 2-1  | 3-2  | 2-0  | 1-1  | –––– | 1-0  | 1-1  |
| Sligo Rovers          | 2-0  | 3-2  | 1-2  | 1-1  | 1-1  | 0-4  | 0-0  | 1-1  | 3-0  | 1-0  | –––– | 1-1  |
| St Patrick's Athletic | 1-3  | 1-2  | 0-3  | 2-1  | 2-0  | 0-2  | 1-2  | 1-1  | 0-2  | 2-1  | 1-1  | –––– |

### Partite (23-33)
|                       | Boh  | Bra  | Cor  | Der  | Dro  | Dun  | Fin  | Gal  | Lim  | Sha  | Sli  | StP  |
| --------------------- | ---- | ---- | ---- | ---- | ---- | ---- | ---- | ---- | ---- | ---- | ---- | ---- |
| Bohemians             | –––– | 0-0  | 0-0  | 0-1  |      |      | 3-1  | 1-1  |      |      |      | 3-2  |
| Bray Wanderers        |      | –––– |      |      | 2-1  |      | 2-3  | 3-3  | 1-1  | 1-0  |      |      |
| Cork City             |      | 1-0  | –––– | 0-0  |      | 1-1  |      | 2-1  |      |      | 0-1  |      |
| Derry City            |      | 0-5  |      | –––– | 2-1  | 0-4  | 3-0  |      | 3-0  |      |      | 1-1  |
| Drogheda United       | 1-4  |      | 0-1  |      | –––– |      |      |      |      | 0-2  | 0-0  | 0-1  |
| Dundalk               | 0-1  | 1-0  |      |      | 3-0  | –––– |      |      | 3-0  | 0-1  |      | 6-0  |
| Finn Harps            |      |      | 0-1  |      | 2-3  | 0-2  | –––– | 1-3  |      |      | 1-2  |      |
| Galway United         |      |      |      | 2-1  | 4-1  | 3-4  |      | –––– |      | 1-2  | 3-1  | 1-1  |
| Limerick              | 1-0  |      | 2-1  |      | 1-0  |      | 0-2  | 2-2  | –––– |      | 0-0  |      |
| Shamrock Rovers       | 1-2  |      | 3-1  | 0-2  |      |      | 4-1  |      | 2-1  | –––– | 1-1  |      |
| Sligo Rovers          | 1-0  | 0-0  |      | 3-0  |      | 1-1  |      |      |      |      | –––– | 1-1  |
| St Patrick's Athletic |      | 3-1  | 4-2  |      |      |      | 4-0  |      | 2-2  | 2-0  |      | –––– |

## Statistiche

### Squadre

#### Classifica in divenire
|                 | 1ª | 2ª | 3ª | 4ª | 5ª | 6ª | 7ª | 8ª | 9ª | 10ª | 11ª | 12ª | 13ª | 14ª | 15ª | 16ª | 17ª | 18ª | 19ª | 20ª | 21ª | 22ª | 23ª | 24ª | 25ª | 26ª | 27ª | 28ª | 29ª | 30ª  | 31ª | 32ª  | 33ª |
| --------------- | -- | -- | -- | -- | -- | -- | -- | -- | -- | --- | --- | --- | --- | --- | --- | --- | --- | --- | --- | --- | --- | --- | --- | --- | --- | --- | --- | --- | --- | ---- | --- | ---- | --- |
| Bohemians       | 0  | 0  | 3  | 6  | 7  | 10 | 10 | 10 | 10 | 10  | 13  | 13  | 13  | 16  | 16  | 19  | 20  | 23  | 26  | 29  | 29  | 29  | 29  | 32  | 33  | 33  | 34  | 37  | 40  | 40   | 41  | 44   | 47  |
| Bray Wanderers  | 3  | 6  | 6  | 9  | 9  | 9  | 12 | 15 | 18 | 21  | 21  | 22  | 25  | 25  | 26  | 27  | 27  | 30  | 33  | 33  | 33  | 33  | 33  | 33  | 34  | 37  | 38  | 39  | 42  | 43   | 43  | 46   | 46  |
| Cork City       | 3  | 6  | 9  | 12 | 15 | 18 | 21 | 24 | 27 | 30  | 33  | 36  | 37  | 40  | 43  | 46  | 49  | 52  | 55  | 55  | 58  | 61  | 64  | 67  | 70  | 70  | 70  | 71* | 70  | 73** | 72* | 73** | 76  |
| Derry City      | 3  | 4  | 7  | 10 | 13 | 14 | 14 | 14 | 14 | 15  | 16  | 19  | 20  | 23  | 24  | 25  | 28  | 28  | 28  | 31  | 34  | 34  | 37  | 40  | 43  | 43  | 46* | 43  | 43  | 50** | 49* | 50** | 51  |
| Drogheda Utd    | 3  | 6  | 6  | 6  | 6  | 6  | 6  | 9  | 9  | 12  | 13  | 14  | 14  | 14  | 15  | 16  | 17  | 17  | 17  | 17  | 17  | 18  | 18  | 18  | 18  | 18  | 18  | 18  | 18  | 18   | 18  | 21   | 22  |
| Dundalk         | 3  | 6  | 9  | 9  | 12 | 12 | 15 | 18 | 18 | 21  | 21  | 21  | 24  | 27  | 28  | 31  | 31  | 34  | 37  | 40  | 43  | 46  | 46  | 47  | 50  | 53  | 56  | 60* | 59  | 63*  | 66  | 66   | 69  |
| Finn Harps      | 0  | 0  | 1  | 4  | 5  | 8  | 8  | 8  | 11 | 11  | 11  | 11  | 11  | 11  | 14  | 17  | 18  | 18  | 18  | 18  | 21  | 24  | 24  | 27  | 27  | 27  | 30  | 30  | 30  | 30   | 30  | 30   | 30  |
| Galway Utd      | 0  | 0  | 1  | 1  | 2  | 3  | 4  | 4  | 5  | 6   | 9   | 10  | 11  | 14  | 14  | 14  | 14  | 15  | 15  | 16  | 19  | 19  | 22  | 22  | 25  | 25  | 26  | 29  | 32  | 33   | 34  | 35   | 35  |
| Limerick        | 3  | 4  | 4  | 4  | 5  | 8  | 8  | 11 | 14 | 15  | 16  | 16  | 17  | 17  | 20  | 20  | 23  | 23  | 24  | 27  | 27  | 27  | 28  | 28  | 28  | 31  | 31  | 32  | 35  | 36   | 39  | 40   | 40  |
| Shamrock Rovers | 0  | 3  | 3  | 6  | 6  | 6  | 9  | 9  | 12 | 12  | 13  | 16  | 19  | 19  | 22  | 22  | 23  | 26  | 29  | 29  | 32  | 35  | 38  | 38  | 38  | 41  | 44  | 47  | 47  | 50   | 51  | 51   | 54  |
| Sligo Rovers    | 0  | 0  | 1  | 1  | 4  | 4  | 5  | 8  | 8  | 9   | 10  | 13  | 13  | 14  | 14  | 15  | 16  | 17  | 17  | 20  | 20  | 21  | 22  | 23  | 24  | 27  | 28  | 31  | 31  | 34   | 35  | 38   | 39  |
| St Patrick's    | 0  | 0  | 1  | 1  | 1  | 4  | 7  | 7  | 8  | 8   | 9   | 10  | 13  | 14  | 14  | 14  | 15  | 15  | 16  | 17  | 17  | 20  | 23  | 26  | 27  | 30  | 30  | 33* | 30  | 34*  | 35  | 38   | 39  |

### Individuali

#### Classifica marcatori
| Gol |  |  | Giocatore        | Squadra         |
| --- |  |  | ---------------- | --------------- |
| 20  |  |  | Sean Maguire     | Cork City       |
| 16  |  |  | David McMillan   | Dundalk         |
| 15  |  |  | Daniel Corcoran  | Bohemians       |
| 15  |  |  | Gary McCabe      | Bray Wanderers  |
| 14  |  |  | Rodrigo Tosi     | Limerick        |
| 13  |  |  | Ronan Murray     | Galway United   |
| 12  |  |  | Aaron Greene     | Bray Wanderers  |
| 11  |  |  | Gary Shaw        | Shamrock Rovers |
| 10  |  |  | Kurtis Byrne     | St Patrick's    |
| 10  |  |  | Patrick McEleney | Dundalk         |
| 10  |  |  | Barry McNamee    | Derry City      |